# جواز سفر مجري
يصدر جوازات السفر المجرية لمواطني المجر بغرض السفر وتصدر الجوازات من قبل وزارة الداخلية المجرية. يعتبر كل مواطن مجري هو أيضا مواطن في الاتحاد الأوروبي. جواز السفر، بالإضافة إلى بطاقة الهوية الوطنية يسمح بحرية التنقل والإقامة في أي من دولة من دول الاتحاد الأوروبي والمنطقة الاقتصادية الأوروبية.

## متطلبات التأشيرة
اعتبارًا من 11 يناير 2022 كان المواطنون المجريون يتمتعون بدخول 183 دولة وإقليم بدون تأشيرة أو تأشيرة عند الوصول، مما جعل جواز السفر المجري يحتل المرتبة الثامنة من حيث حرية السفر وفقًا مؤشر هينلي لجوازات السفر.

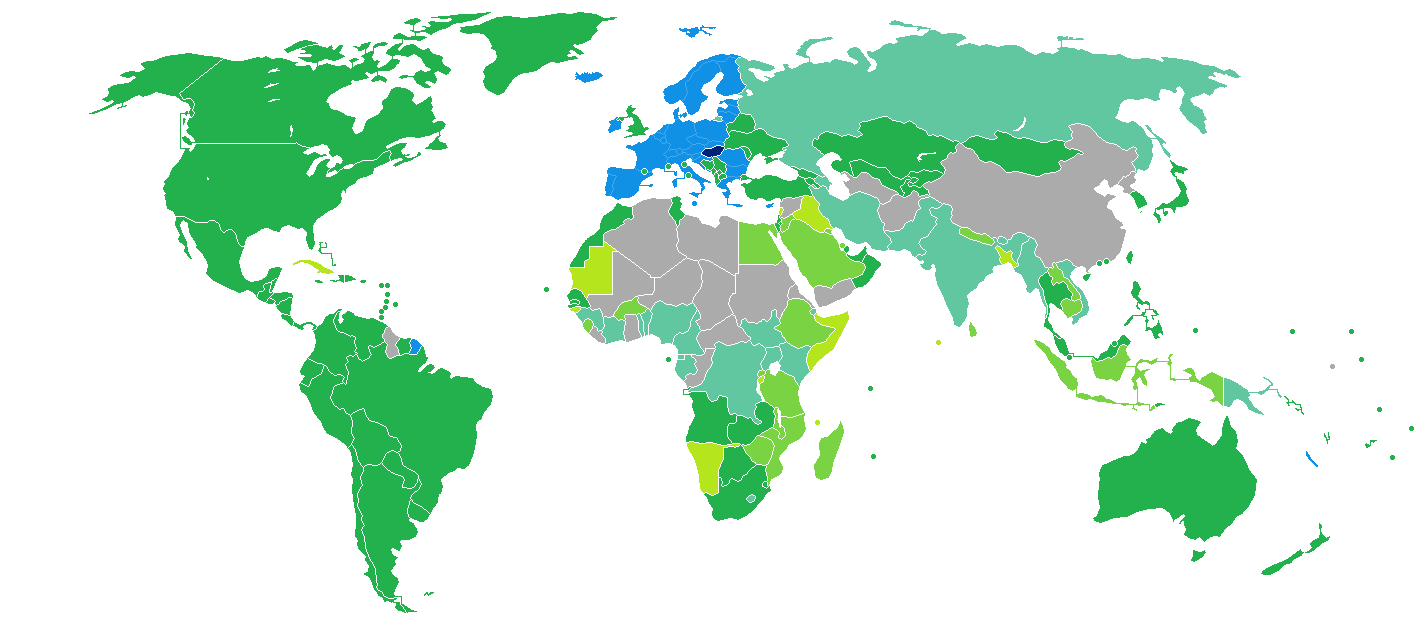
البلدان والأقاليم التي لا تفرض تأشيرة أو تطلب تأشيرة دخول عند الوصول للجهة، لحاملي جوازات السفر المجرية العادية.

## معرض صور

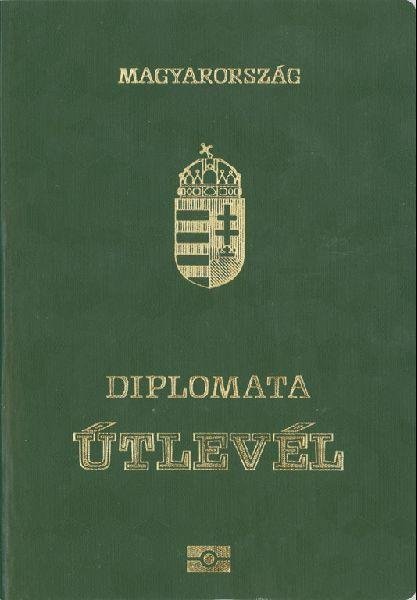
جواز سفر دبلوماسي إلكتروني
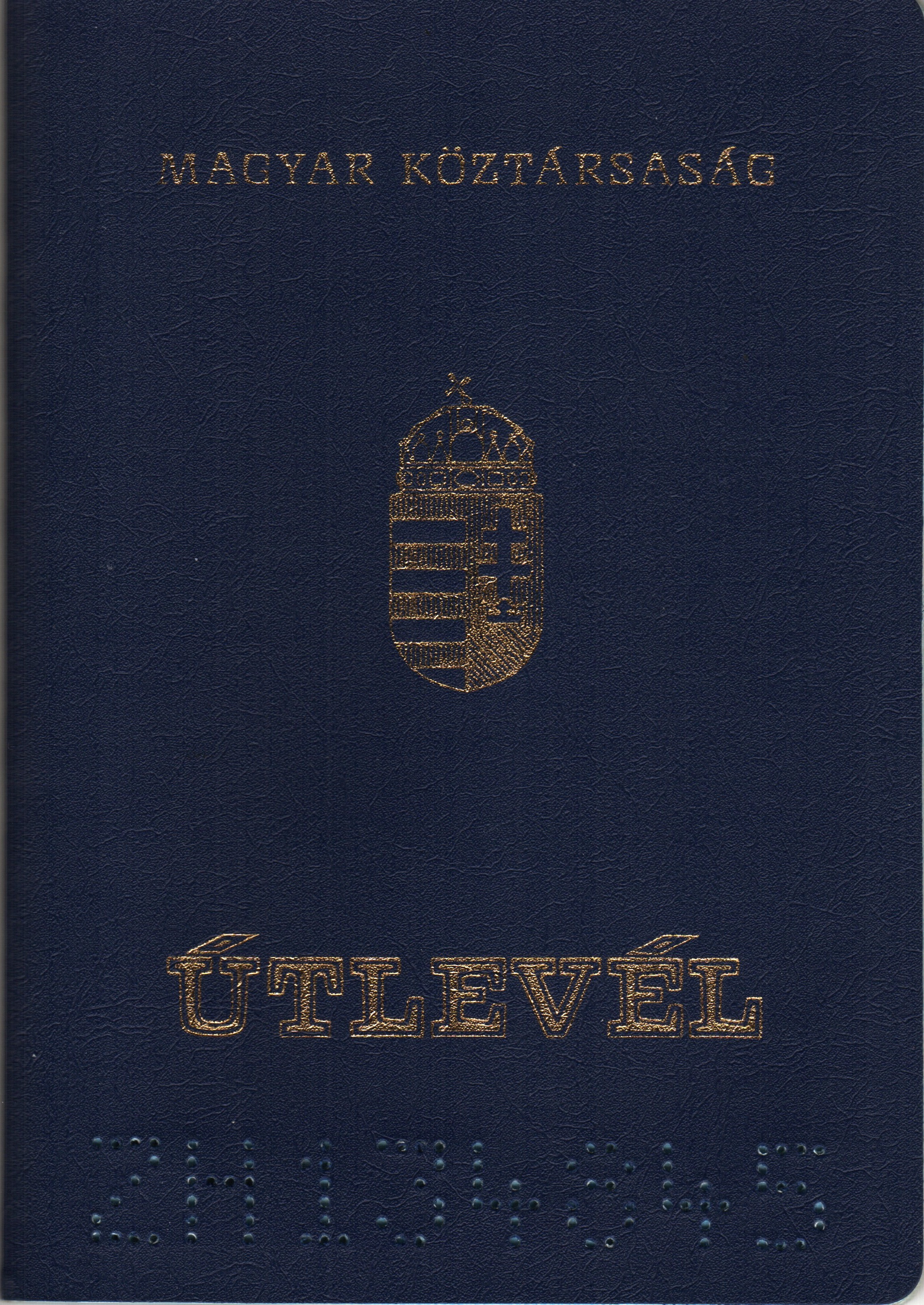
جواز السفر العادي قبل الإلكتروني
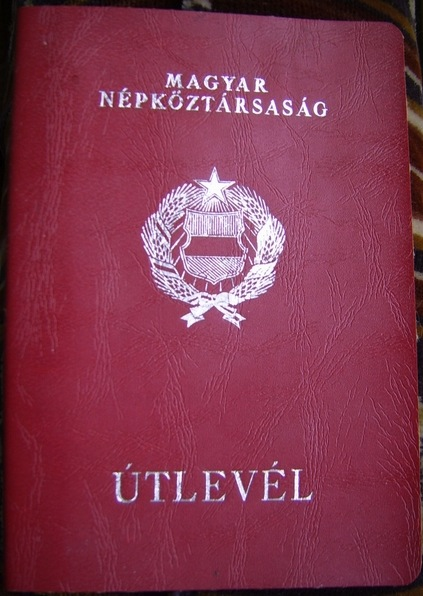
جواز سفر عادي 1972
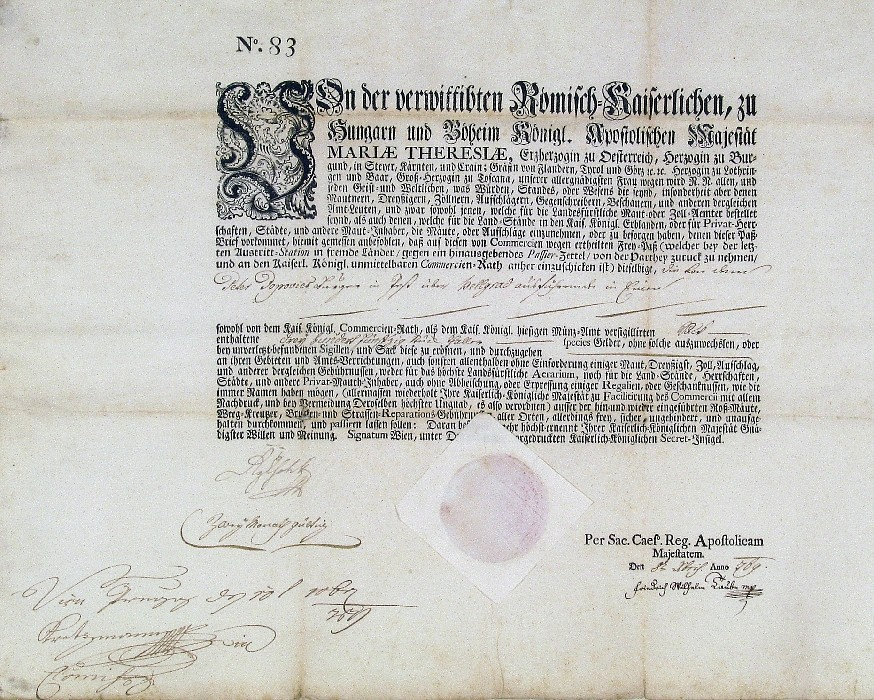
جواز السفر المجري التاريخي لبيتر بوبوفيتش 1769

## روابط خارجية
- وزارة الشؤون الخارجية المجرية
- معلومات جواز السفر الهنغاري